# 4264 Karljosephine
4264 Karljosephine este un asteroid descoperit pe 2 octombrie 1989 de Karl Cwach.

## Denumirea asteroidului
Asteroidul a primit numele în onoarea părinților descoperitorului, Karl și Josephine Cwach.